# Секст Кокцей Аниций Фауст Паулин
Секст Кокцей Аниций Фауст Паулин (лат. Sextus Cocceius Anicius Faustus Paulinus) — римский военный и политический деятель середины III века.
Его отцом или дядей был консул-суффект Квинт Аниций Фауст Паулин. Между 260 и 268 годом Паулин занимал должность консула-суффекта. Также он находился на посту проконсула Африки между 260 и 268 годом, или между 276 и 285 годом.
Его братом был консул-суффект Марк Кокцей Аниций Фауст Флавиан, сыном — консул 298 года Аниций Фауст.